# Entrepreneurs et dirigeants chrétiens
Pour les articles homonymes, voir Entrepreneur (homonymie) et EDC.
Les Entrepreneurs et dirigeants chrétiens (EDC) depuis 2000, anciennement Centre chrétien des patrons et dirigeants d'entreprise français (de 1926 à 2000) est un mouvement œcuménique membre de l’Union Internationale Chrétienne des Chefs d'Entreprises (UNIAPAC).
Le mouvement compterait plus de 3500 dirigeants et chefs d’entreprise.

## Histoire
En 1926, deux anciens militants de l'Action catholique de la jeunesse française, Joseph Zamanski, président des Unions professionnelles, et Eugène Delcourt-Haillot, décident de fusionner leurs groupements professionnels et donnent naissance à la Confédération française des professions (CFP). À ses débuts, celle-ci était essentiellement un regroupement de syndicats professionnels spécialisés offrant avant tout des services à leurs adhérents, et compte 13 000 adhérents en 1937,.
En 1931, à l'occasion des 40 ans de l'encyclique Rerum Novarum, le CFP prend l'initiative de la création de la Conférence internationale des employeurs chrétiens, qui donnera naissance en 1949 à l'UNIAPAC.
Le CFP évolue durant les années 1940 pour devenir un « mouvement de pensée » destiné à faire réfléchir les patrons sur leurs pratiques, sous l'inspiration notamment des mouvements d'Action catholique.
En 1944, le CFPC crée également une « école du chef d’entreprise ». Celle-ci devient un lieu de formation continue pour les petits patrons, à travers notamment des études de cas. Yvon Chotard , qui sera président du CFPC entre 1965 et 1970 puis vice-président du Conseil national du patronat français (CNPF), en prend un temps la direction.
En 1949, à la suite des accusations de proximité avec le régime de Vichy, le CFP change de nom et devient le Centre français du patronat chrétien (CFPC). Il est associé au CNPF, créé deux ans plus tôt, à titre consultatif, sans droit de vote et perd son caractère professionnel et syndical pour devenir un organisme de réflexion, de proposition et de formation. 
Le CFPC est un mouvement d’Église, il a donc des conseillers spirituels, le père Bertrand-Marie Boyer et Jules Lamoot, conseiller ecclésiastique national. Le CFPC est en déclin dans les années 1950, concurrencé par des groupes plus jeunes et plus en pointe dans la réflexion (comme le Centre des jeunes patrons ou l'ACADI). En 1957, le Centre français du patronat chrétien devient le Centre chrétien des patrons et dirigeants d'entreprise français, tout en conservant son sigle. Il est traversé par des tensions internes et une crise d'identité dans les années 1960,.
En 2000, le CFPC devient les Entrepreneurs et Dirigeants Chrétiens (les EDC).
Le mouvement annonce avoir plus de 3500 dirigeants et chefs d’entreprise de tous les secteurs d’activité de l’économie française.

## Mission
Le mouvement propose à ses membres de chercher, en équipe, en mouvement, d'unifier leur vie personnelle, professionnelle et spirituelle et de réfléchir à comment répondre à l'appel de l’Évangile[C'est-à-dire ?] dans l'exercice de leurs responsabilités pour œuvrer au bien commun. Ainsi les membres du mouvement sont invités à chercher une cohérence dans leur existence de chrétien et de décideur en s'appuyant sur la Doctrine sociale de l’Église catholique, le témoignage et la prière commune. Le mouvement œuvre avec trois orientations : comprendre et éclairer le monde, grandir dans la foi et agir à la transformation du monde.

## Organisation
Le mouvement est organisé en équipes composées d’une dizaine de membres et d'un conseiller spirituel (diacre, prêtre ou pasteur). L'équipe est un lieu d’œcuménisme puisqu'elle réunit catholiques, protestants et orthodoxes.
Des groupes de travail ponctuels et des commissions identifient les questions de fond[Lesquelles ?] que se posent les dirigeants chrétiens sur les pratiques de l'entreprise et de l'économie. Leurs analyses et conclusions contribuent à l’élaboration d’une pensée économique et sociale chrétienne[Laquelle ?].
Le mouvement et ses membres organisent chaque année des Assises, alternativement nationales et régionales, qui accueillent des témoins et experts économiques, religieux et politiques et sont l’occasion de prendre la parole sur les débats intéressant les entreprises.

## Présidents
Sources :
- 1926-1950 : Joseph Zamanski, le fondateur
- 1950-1957 : Bernard Jousset
- 1957-1965 : Émile Decré
- 1965-1970 : Yvon Chotard
- 1970-1975 : Philippe Daublain
- 1975-1981 : André Aumonier
- 1981-1984 : Jean-Yves Eichenberger
- 1984-1988 : André Courtaigne
- 1988-1990 : Paul de Buyer
- 1990-1994 : Jacques Vial
- 1994-1998 : Étienne Wibaux
- 1998-2002 : Jean Brunet-Lecomte
- 2002-2006 : Pierre Lecocq
- 2006-2010 : Pierre Deschamp[12]
- 2010-2014 : Robert Leblanc
- 2014-2018 : Laurent Bataille
- 2018-2022 : Philippe Royer[13]
- Depuis 2022 : Pierre Guillet[14]

## Publications
Les Entrepreneurs et Dirigeants Chrétiens éditent la revue bimestrielle Dirigeants Chrétiens.